# Беканов, Рустам
Рустам Беканов (Сейфуллах) (1978; Чегем, Кабардино-Балкария, Россия — 29 апреля 2005; Нальчик, Кабардино-Балкария) — лидер экстремистской группировки Джамаат «Ярмук» после смерти Муслима Атаева.
В 2002 году он вместе с Муслимом Атаевым был в отряде чеченского полевого командира Руслана Гелаева, который тогда находился в Панкисском ущелье Грузии. После боестолкновения с сотрудниками милиции на окраине Чегема в августе 2004 года, когда с обеих сторон было убито по два человека, был объявлен в федеральный розыск.
После смерти лидера Джамаата "Ярмук" Муслима Атаева, который был убит в Нальчике в январе 2005 года, Беканов стал его преемником во главе джамаата, от Атаева ему перешло и имя "Сейфулла".
Был убит в Нальчике в районе улицы Калюжной около 2:00 по московскому времени, когда милиционеры остановили возле гаражей автомобиль ВАЗ-2107. В момент проверки документов из стоящего рядом гаража выскочили трое человек и открыли стрельбу по милиционерам. В ответ сотрудниками милиции был открыт огонь из автоматического оружия. Во время перестрелки произошел взрыв, от которого погибли четверо боевиков, в том числе и Рустам Беканов, еще двое боевиков сдались без сопротивления. Погиб также один милиционер, скончавшийся позднее в больнице.
Позднее боевики сознались, что готовили в ночь с 29 на 30 апреля нападения на управление по борьбе с организованной преступностью, прокуратуру и ряд других государственных учреждений по приказу Шамиля Басаева.